# Majśke (obwód chersoński)
Majśke (ukr. Майське) – wieś na Ukrainie, w obwodzie chersońskim, w rejonie berysławskim. W 2001 liczyła 2 mieszkańców.